# Hatton (Dakota del Nord)
Hatton è un centro abitato (city) degli Stati Uniti d'America, situato nella Contea di Traill, nello Stato del Dakota del Nord. Nel censimento del 2000 la popolazione era di 707 abitanti. La città è stata fondata nel 1884.

## Geografia fisica
Secondo i rilevamenti dell'United States Census Bureau, la località di Hatton si estende su una superficie di 1,50 km², tutti occupati da terre.

## Popolazione
Secondo il censimento del 2000, a Hatton vivevano 707 persone, ed erano presenti 186 gruppi familiari. La densità di popolazione era di 456 ab./km². Nel territorio comunale si trovavano 331 unità edificate. Per quanto riguarda la composizione etnica degli abitanti, il 96,18% era bianco, lo 0,99% era nativo, lo 0,42% proveniva dall'Asia, l'1,56% apparteneva ad altre razze e lo 0,85% a due o più. La popolazione di ogni razza ispanica corrispondeva al 3,11% degli abitanti.
Per quanto riguarda la suddivisione della popolazione in fasce d'età, il 23,2% era al di sotto dei 18, il 5,5% fra i 18 e i 24, il 24,3% fra i 25 e i 44, il 19,4% fra i 45 e i 64, mentre infine il 27,6% era al di sopra dei 65 anni di età. L'età media della popolazione era di 42 anni. Per ogni 100 donne residenti vivevano 91,1 maschi.